# Wrestling no World Combat Games de 2013
A disputa do Wrestling no World Combat Games de St. Petersburg-2013 se deu no Hall  do Saint-Petersburg Sports and Concert Complex nos dias 23 a 25 de Outubro de 2013.
O Wrestling foi a única modalidade deste evento a contar com uma equipe chamada World Team, criada somente para participar da categoria Equipes.
O embaixador desta modalidade nesta edição do World Combat Games foi o russo Alexandr Karelin.

## Medal table
Legenda:
| Ordem | País       | Medalha de ouro | Medalha de prata | Medalha de bronze | Total |
| ----- | ---------- | --------------- | ---------------- | ----------------- | ----- |
| 1     | Rússia     | 7               | 3                | 2                 | 12    |
| 2     | Polónia    | 1               | 1                | 3                 | 5     |
| 3     | Lituânia   | 1               | 0                | 0                 | 1     |
| 3     | Suécia     | 1               | 0                | 0                 | 1     |
| 5     | Itália     | 0               | 2                | 1                 | 3     |
| 5     | Ucrânia    | 0               | 2                | 1                 | 3     |
| 7     | World Team | 0               | 2                | 0                 | 2     |
| 8     | França     | 0               | 0                | 1                 | 1     |
| Total | Total      | 10              | 10               | 8                 | 28    |

## Medalhistas

### Masculino
| Evento               | Ouro | Prata | Bronze                    |
| -------------------- | --- | --- | ------------------------- |
| Belt 90 kg           | Edvinas Rajuncas (LTU) | Leonid Riabchun (UKR) | Islam Abaykhanov (RUS)    |
| Belt +90 kg          | Nurbek Akanov (KGZ) | Andryi Nikitchenko (UKR) | Dmitrii Smoliakov (RUS)   |
| Grappling Gi 71 kg   | Marat Gafurov (RUS) | Simone Franceschini (ITA) | Maciej Polok (POL)        |
| Grappling Gi 92 kg   | Abdurakhman Bilarov (RUS) | Bruno Ivan Tomasetti (ITA) | Hassan Betelgeriev (RUS)  |
| Grappling NoGi 66 kg | Surkhay Asadulaev (RUS) | Zaynutdin Zaynukov (RUS) | Piotr Podstawczuk (POL)   |
| Grappling NoGi 77 kg | Oleg Bagov (RUS) | Magomed Abdulkadirov (RUS) | Kamil Mitosek (POL)       |
| Grappling NoGi 84 kg | Maciej Glabus (POL) | Albert Duraev (RUS) | Luca Anacoreta (ITA)      |
| Pankration 66 kg     | Vugar Karamov (AZE) | Andrii Rieznik (UKR) | Albert Shogenov (RUS)     |
| Pankration 77 kg     | Magomed Aldiev (RUS) | [Dmitri Capmari]] (MDA) | Oleksandr Vysotskyi (UKR) |
| Pankration 84 kg     | Sergii Guziev (UKR) | Islam Gugov (RUS) | Sorin Florea (ROM)        |
| Freestyle Team       | Rússia · Ilyias Bekbulatov · Aleksandr Bogomoev · Abdusalam Gadisov · Makhamagazi Magomedov · Magomed Shakhrrudinov · Denis Tsargush · Bazar Zhalsapov | World Team Andrei Dukov Aslan Dzebisov Aghahuseyn Mustafayeev Gheorghita Stefan Kiril Stoychev Terziev Radoslav Marinov Velikov Ivan Yankouski | Not awarded               |
| Greco-Roman Team     | Rússia · Sergey Andrusik · Alexander Chekhirkin · Yury Denisov · Alan Khugaev · Ibragim Labazanov · Bekkhan Mankiev · Rustam Totrov                    | World Team Edward Barsegjan Murad Bazarov Arkadiy Blyumin Kyril Hruschenko Aleksandar Maksimmovic Elvin Mursaliyev Valery Palenski             | Not awarded               |

### Feminino
| Evento               | Ouro | Prata | Bronze                 |
| -------------------- | --- | --- | ---------------------- |
| Grappling Gi 64 kg   | Sophia Nordeno (SWE) | Karolina Zawodnik (POL)                                                                                           | Yuliya Toryanska (UKR) |
| Grappling NoGi 58 kg | Maria Shkvarunets (RUS) | Viktoriia Syniavina (UKR)                                                                                         | Oceane Talvard (FRA)   |
| Freestyle Team       | Rússia · Irina Bogdanova · Valeriya Chepsarakova · Anna Maksimova · Natalia Malysheva · Irina Ologonova · Anastasiia Shavlinskaya · Natalia Vorobyeva | World Team Anzhela Dorogan Katarzyna Krawczyk Tetyana Lavrinchuk Halina Leuchanka Mariya Livach Petra Maarit Olli | Not awarded            |